# Олимпийский комитет Доминики
Олимпийский комитет Доминики (англ. Dominica Olympic Committee; уникальный код МОК — DMA) — организация, представляющая Доминику в международном олимпийском движении. Штаб-квартира расположена в Розо. Комитет основан в 1987 году, в 1993 году был принят в МОК, является членом ПАСО, организует участие спортсменов из Доминики в Олимпийских, Панамериканских играх и других международных соревнованиях. 